# 上海天马山赛车场
上海天马山赛车场又称上海天马赛车场，（英文：Shanghai Tianma Circuit）落成于2004年，位于中华人民共和国上海市松江区佘山镇沈砖公路3000号（G1503绕城高速公路与沈砖公路交叉点附近），是一个永久性的赛车场。天马山赛车场是佘山度假区的一部分。它包括了一个10000平方米的试车场、四驱赛道、媒体中心及正面看台、播放驾车相关影片的电影院、多功能厅、贵宾室、提供中西餐饮的俱乐部会所、体育馆、迷你超市，以及一家销售汽车比赛补给品的店铺。
天马山赛车场曾举办过一场中国超级摩托车锦标赛（CSBK）。在2011年9月11日，2011年世界房车锦标赛（WTCC）中国站的赛事被宣布将在天马山赛车场举办。这场赛事在2011年11月6日在天马山赛车场举办。

## 赛道
天马山赛车场的三级方程式赛车道（F3赛道）路程有2.063公里（1.282英里）长，有8个左弯和6个右弯。其中有4个弯宽度达到了14米。